# Камера-обскура в Мюльгаймі-на-Рурі

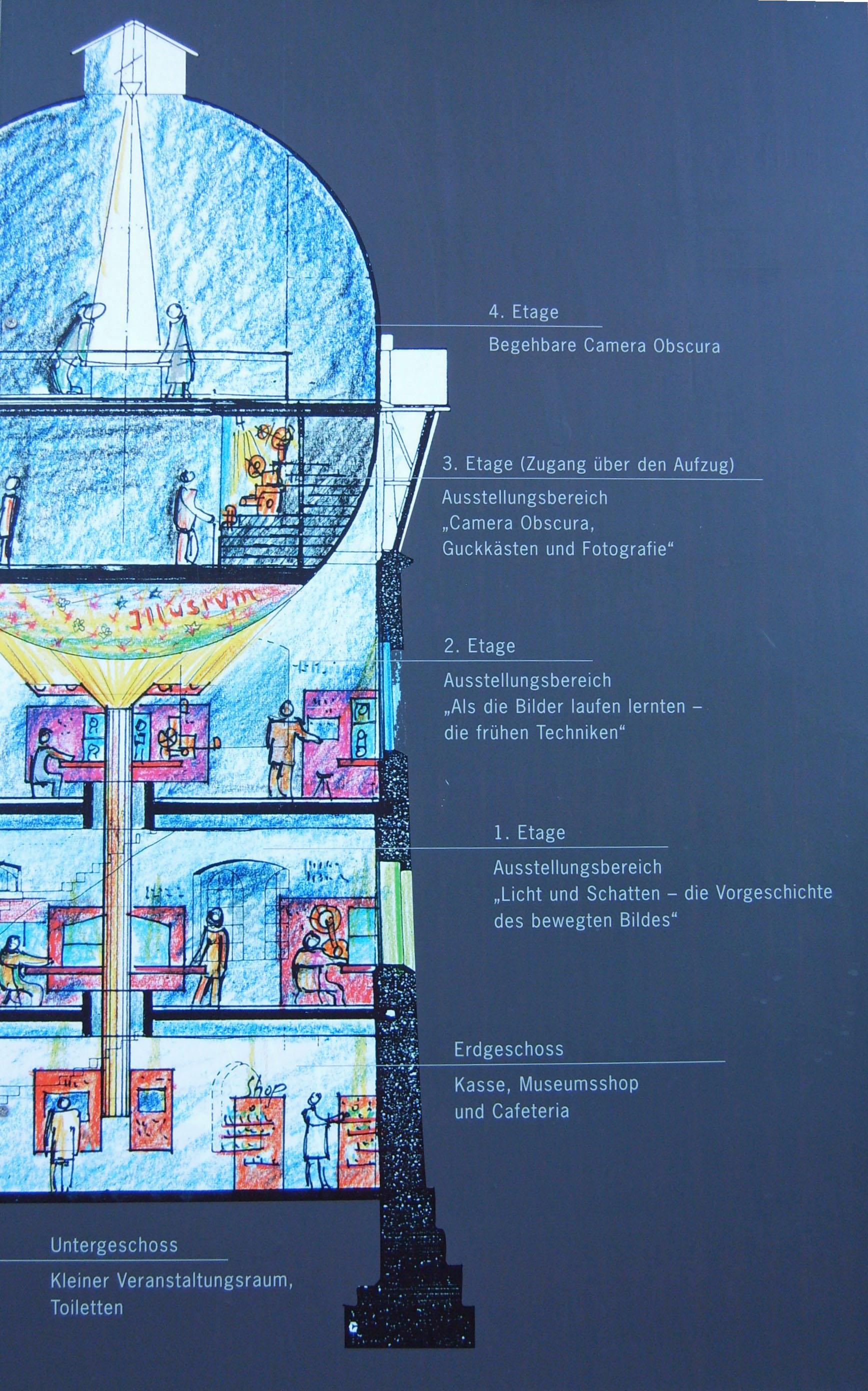
Вертикальний розріз Музею передісторії кіно

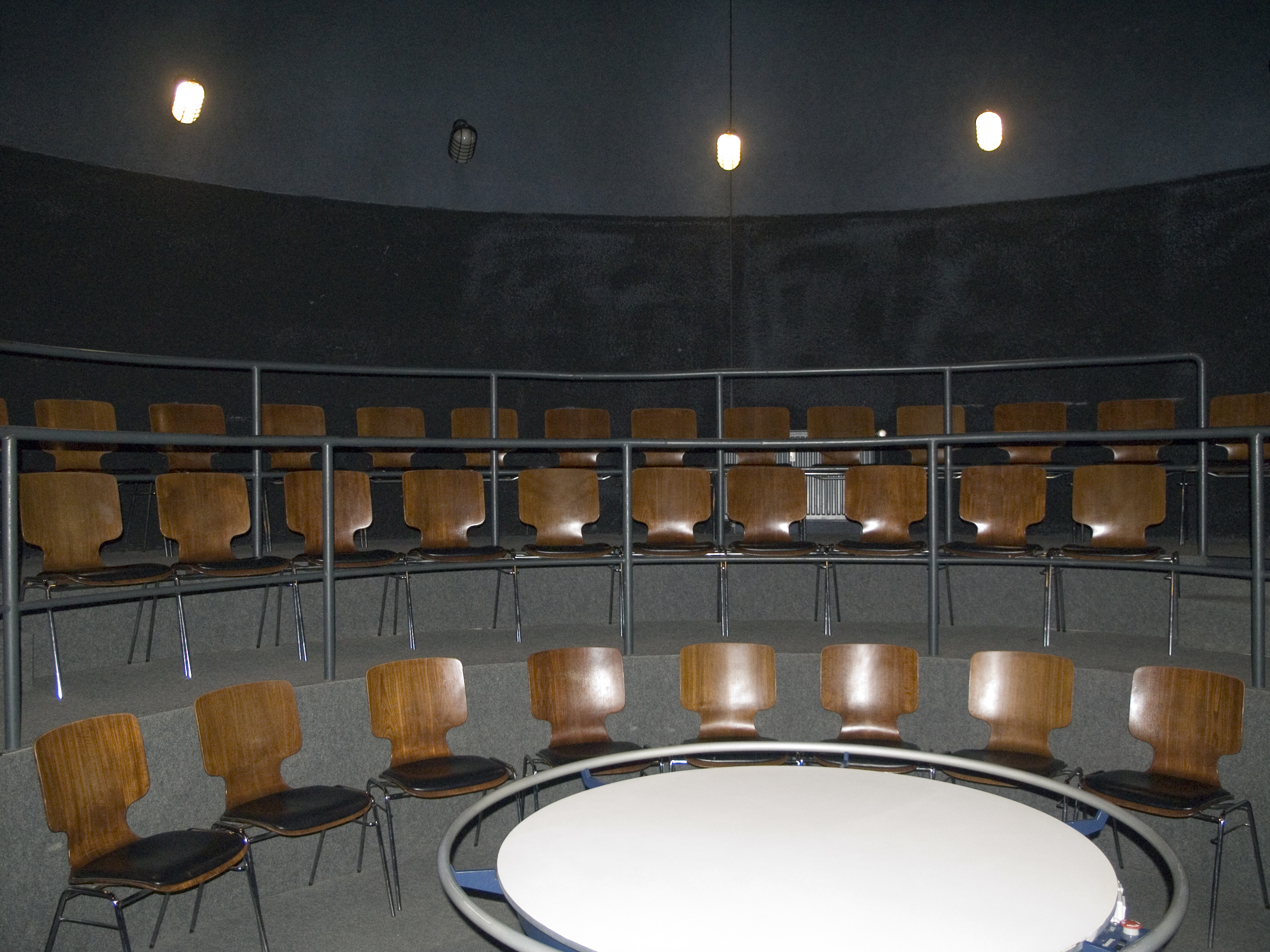
Демонстраційний зал з білим столом

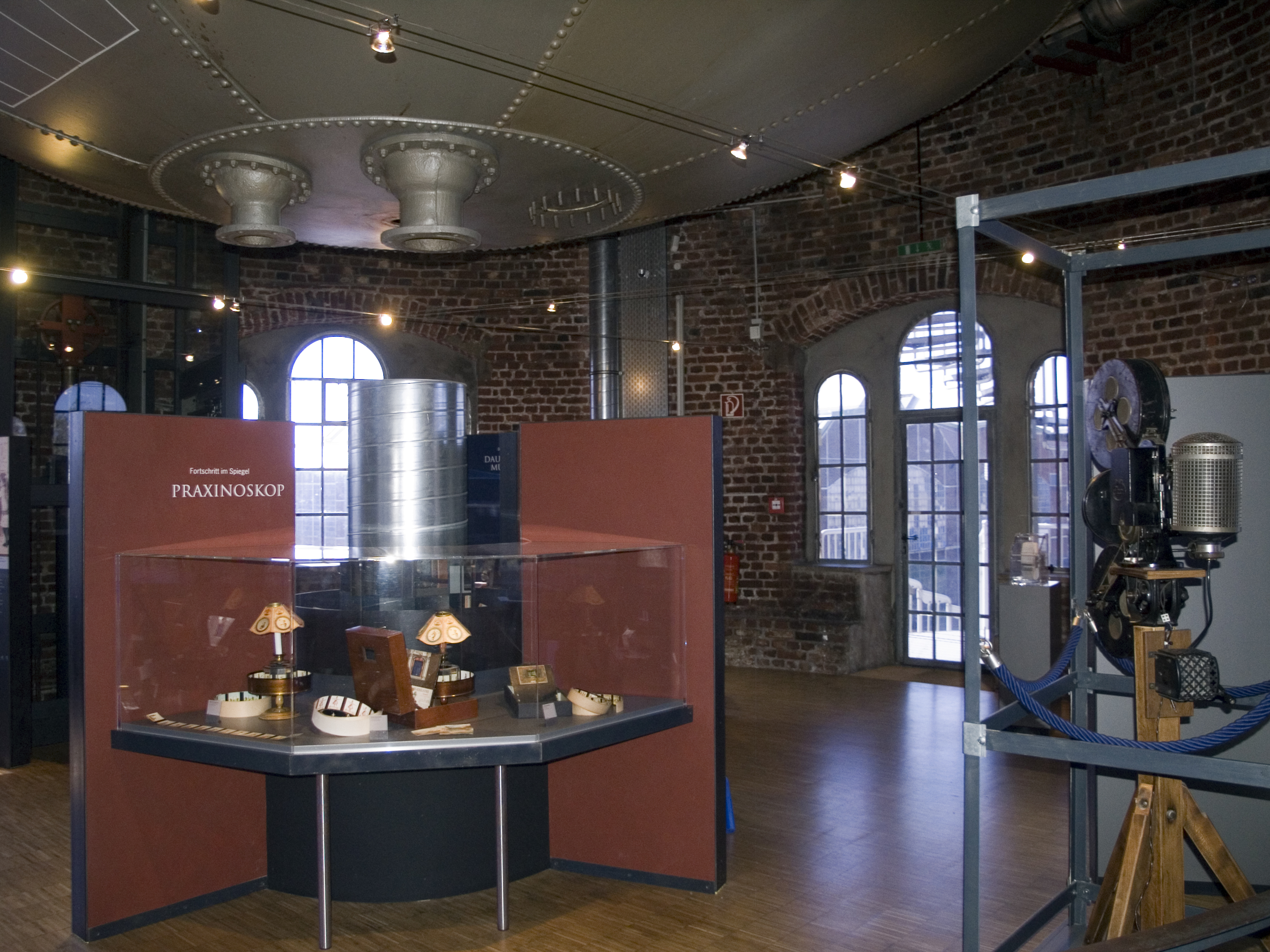
Один із залів музею передісторії кіно

Камера-обскура в районі Бройх м. Мюльгайм-на-Рурі (Північний Рейн-Вестфалія) розташована в міському парку MuGa. Камеру-обскуру розміщено в приміщенні водонапірної вежі, спорудженої в 1904 р. на території залізничного ремонтного підприємства. У 1943 р. під час нальоту союзної авіації практично усі будівлі цього підприємства було зруйновано, але водонапірна вежа уціліла. У 1992 р. у водяному резервуарі вежі було змонтовано устаткування камери-обскури. Усе устаткування було поставлене німецькою компанією Carl Zeiss AG. Вартість проекту 250.000€, причому усю суму було отримано за рахунок добровільних пожертвувань. Устаткування камери дозволяє здійснювати 360°-огляд міста Мюльгайм-на-Рурі, при цьому зображення проекується на білий стіл. Відвідувачі камери-обскури мають можливість самостійно змінювати поле огляду об'єктиву.

## Технічні характеристики
- Головний оптичний вузол, що складається з поворотної голівки з дзеркалом, що перевертається, і об'єктивом.
- Діаметр дзеркала — 300 мм.
- Відносний отвір об'єктиву — 1: 65.
- Відстань від об'єктиву до столу проєкції — 9 м.
- Кут огляду — 8º.

## Музей передісторії кіно
У перші роки існування функціонувала власне тільки сама камера-обскура, а нижні поверхи вежі використовувалися під кафе. Але до 2005 р. вдалося зібрати грошову суму достатню для облаштування музею в нижніх поверхах вежі. Проект був виконаний архітектором Хансом-Германом Хофстадтом. Відкриття музею відбулося у вересні 2006 р.
 На трьох поверхах вежі, нижче водяного резервуару, розміщено понад 1100 експонатів, які розповідають про прогрес в області демонстрації рухомих зображень, з 1750 р. і до народження кіно.

## Ресурси Інтернету
- Камера-обскура — Музей передісторії кіно (німецькою і англійською мовами)
- Вікісховище має мультимедійні дані за темою: Камера-обскура в Мюльгаймі-на-Рурі